# Yellow Fields
Yellow Fields é um álbum do contrabaixista e compositor alemão Eberhard Weber, gravado em 1975 e lançado em 1976 pela gravadora ECM.

## Lista de faixas
| N.º            | Título                                  | Compositor(es) | Duração |  |
| 1.             | "Touch"                                 | Eberhard Weber | 5:02    |  |
| 2.             | "Sand-Glass"                            | Eberhard Weber | 15:34   |  |
| 3.             | "Yellow Fields"                         | Eberhard Weber | 10:06   |  |
| 4.             | "Ne Pas Se Pencher au Decors/Left Lane" | Eberhard Weber | 13:37   |  |
| Duração total: | Duração total:                          | Duração total: | 43:19   |  |

## Ficha técnica
- Eberhard Weber - baixo
- Charlie Mariano - saxofone soprano, shehnai, nagaswaram
- Rainer Brüninghaus - piano, sintetizador
- Jon Christensen - tambor